# Abraham Wolff
Abraham Alexander Wolff  (født 29. april 1801 i Darmstadt, død 3. december 1891 i København) var en dansk overrabbiner. 
Wolff blev som 16-årig sendt hjemmefra for at fordybe sig i den jødiske tro først til rabbineren i Mainz og derefter til rabbineren Abraham Enoch Bing (1752-1841) i Würzburg. 1819 begyndte han sit studium ved universitetet i Würzburg, hovedsagelig i filosofi og teologi. Under studietiden vikarierede han for sin lærer som rabbiner. Han afsluttede sit universitetsstudium ved Justus Liebig-Universität Giessen 1821 med en eksamen med udmærkelse og en disputats om profeten Habakuk. Kort tid efter blev fick han rabbinerembedet i Giessen og 1826 udnævnte storhertugen Ludvig 1. af Hessen og ved Rhinen ham til overrabbiner i Øvre Hessen med sæde i Giessen. 
I 1827 døde den gamle overrabbiner i København Abraham Gedalia efter 36 år på posten og 1828 blev Wolff af Frederik 6. udnævnt til overrabbiner og præst ved Mosaisk Trossamfund i København og fik samtidig dansk indfødsret. Han begyndte i embedet 15. maj 1829.
Menighedens første synagoge, i Læderstræde, var blevet ødelagt under Københavns brand 1795, og siden da blev gudstjenesterne afholdt i private lejligheder og mindre sale hvor private samlede mindre kredse. Inden Wulffs ankomst havde menighedens ledelse skaffet en byggesum og allerede i 1799 købt en egnet byggeplads til en ny synagoge, men der manglede endnu et stort beløb, og dette lykkedes det Wullf på kort tid at samle blandt menighedens medlemmer. 12. april 1833 blev Københavns Synagoge i Krystalgade indviet. 
Wolff var var overrabbiner ved Mosaisk Trossamfunds synagoge i frem til sin død 1891.